# Benthomisophria cornuta
Benthomisophria cornuta is een eenoogkreeftjessoort uit de familie van de Misophriidae. De wetenschappelijke naam van de soort is voor het eerst geldig gepubliceerd in 1964 door Hulsemann & Grice.